# Sajókaza
Sajókaza è un comune dell'Ungheria di 3.636 abitanti (dati 2001) . È situato nella contea di Borsod-Abaúj-Zemplén.